# Picture Perfect Morning
Picture Perfect Morning è il primo album in studio da solista della cantautrice statunitense Edie Brickell, pubblicato nel 1994.
Il video del brano Good Times era incluso nei contenuti multimediali del CD di installazione di Windows 95.

## Tracce
1. Tomorrow Comes – 3:56
2. Green – 3:21
3. When the Lights Go Down – 3:48
4. Good Times – 3:09
5. Another Woman's Dream – 2:45
6. Stay Awhile – 4:35
7. Hard Times – 3:41
8. Olivia – 3:43
9. In the Bath – 2:43
10. Picture Perfect Morning – 3:20
11. Lost in the Moment – 6:03